# تیراندازی آورورا ۲۰۱۲
تیراندازی آورورا ۲۰۱۲ در نیمه شب ۱۹ ژوئیه ۲۰۱۲ (۲۹ تیر ۱۳۹۱) در یک سالن سینما در شهر آورورا (دنور) در ایالت کلرادو در ایالات متحده آمریکا و در جریان نمایش فیلم جدید بتمن شوالیه تاریکی برمی‌خیزد به وقوع پیوست که در جریان آن ۱۲ نفر کشته و ۵۸ نفر زخمی شدند.

## بازداشت
فرد بازداشت شده جیمز هولمز ۲۴ ساله‌است که در جریان حمله به سالن سینما مجهز به جلیقه ضد گلوله، ماسک ضد گاز و چهار قبضه اسلحه بوده و ابتدا گاز اشک‌آور را به میان تماشاگران پرتاب و سپس شروع به تیراندازی کرد که در جریان این تیراندازی ۱۲ تماشاگری که برای اولین نمایش فیلم شوالیه سیاه برمی‌خیزد به سینما آمده بودند کشته شدند. وی که موهای خود را قرمز کرده بود، به هنگام دستگیری به پلیس گفت که او مثل جوکر، یکی از شخصیت‌های منفی در فیلم بتمن است. به گفته پلیس وی در زمان دستگیری مقاومتی از خود نشان نداده‌است. او در آپارتمان خود تله‌های انفجاری تعبیه کرده بود، به همین دلیل پلیس در تفتیش آپارتمان وی مجبور شد ساکنان خانه‌های همجوار را به نقطه امنی منتقل کند. ظاهراً هولمز برای یافتن شغل دچار مشکل بوده‌است.

## زندگی‌نامه
جیمز هولمز، دانشجوی انصرافی دوره دکترا در رشته علوم اعصاب دانشگاه کالیفرنیا، ریورساید است. والدینش در شهر سن دیگو در ایالت کالیفرنیا زندگی می‌کنند او در یک آپارتمان در شمال آورورا در حدود ۵ مایلی سینمای محل حمله زندگی می‌کرد، تنها سوءسابقه او جریمه برای رعایت نکردن سرعت مجاز در اکتبر سال ۲۰۱۱ میلادی بوده‌است.

## قربانیان
۱۰ نفر از جمله یک نوزاد که از فاصله نزدیک مورد هدف قرار گرفتند در جا کشته شدند و ۲ نفر نیز پس از انتقال به بیمارستان جان باختند. مجموعاً در این کشتار ۷۰ نفر هدف حمله قرار گرفتند که از این تعداد ۵۸ نفر زخمی و ۱۲ تن کشته شدند. تماشاگران می‌گویند که ابتدا گمان کردند که یک شوخی است و صدای شلیک بخشی از جلوه‌های ویژه فیلم است. اف‌بی‌آی به همرا پلیس مشغول بررسی این حادثه است و معتقد است که شواهدی در دست نیست که آن را یک حمله تروریستی تلقی کرد.

## پیامدها

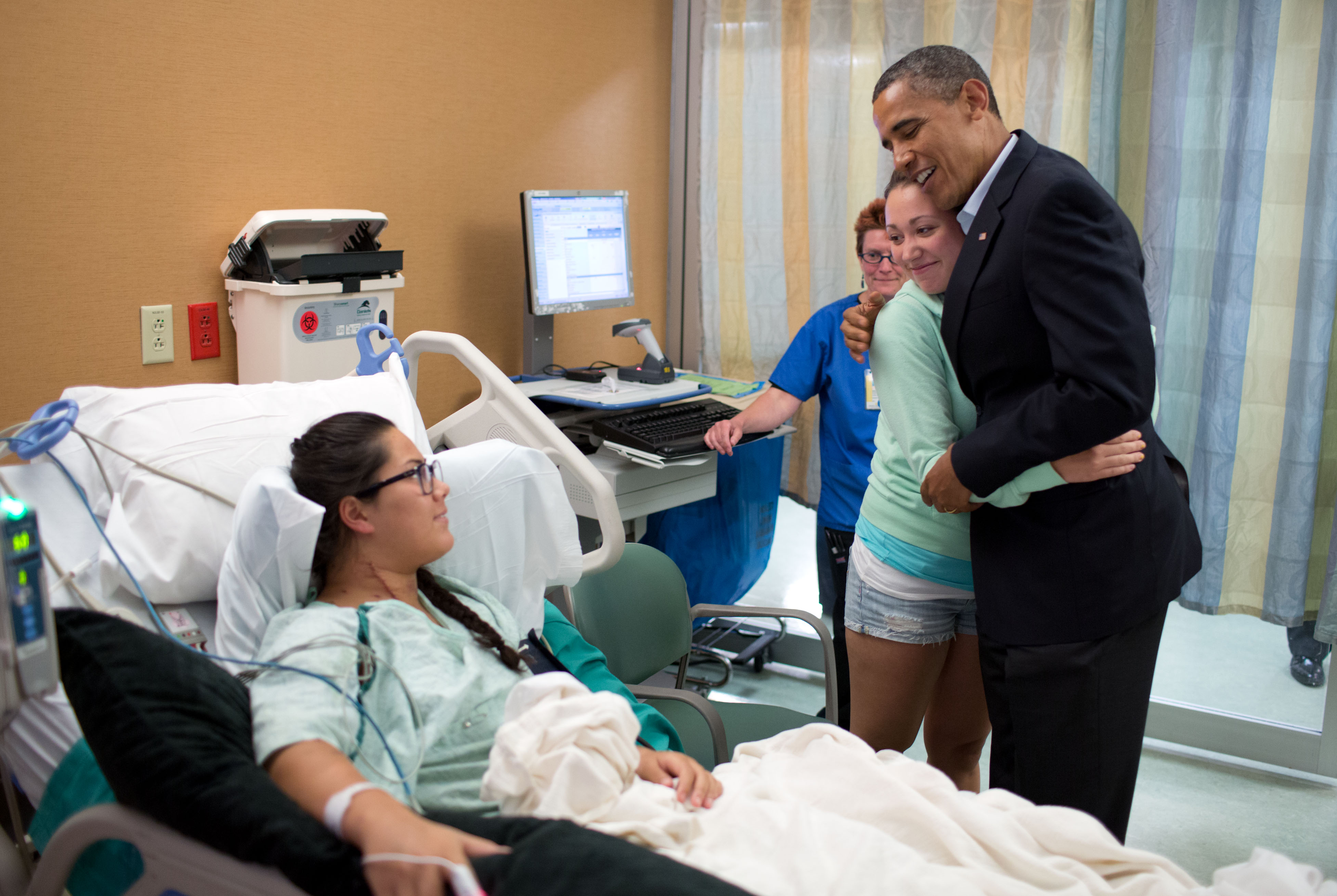
دیدار باراک اوباما، رئیس جمهور ایالات متحدهٔ آمریکا با قربانیان و خانواده‌های آن‌ها در بیمارستان دانشگاه کلرادو، ۲۲ ژوئیه ۲۰۱۲

پس از این حادثه باراک اوباما ضمن اعلام عزای عمومی پیام تسلیتی به قربانیان و خانواده‌های آن‌ها فرستاد. کمپین انتخابات باراک اوباما و میت رامنی، برنامه‌های تبلیغاتی خود را برای انتخابات ریاست‌جمهوری ایالات متحده آمریکا (۲۰۱۲) لغو کردند. اوباما دستور داد پرچم‌های این کشور به نشانهٔ عزاداری و احترام به قربانیان حادثه تا ۲۵ ژوئیه به حالت نیمه افراشته درآیند. هم‌چنین پس از این حمله پلیس ایالات متحده تدابیر امنیتی شدیدی برای نمایش این فیلم در نیویورک اتخاذ کرد.‏ به دنبال این تیراندازی گسترده، استودیو برادران وارنر اولین نمایش این فیلم در پاریس را لغو کرد و رسماً از دیگر سینماها خواست نمایش آنونس فیلم جوخه گانگسترها را که قبل از شوالیه سیاه برمی‌خیزد پخش می‌شود، متوقف کنند؛ چراکه در صحنه‌ای از این آنونس، مردی با تفنگ‌های اتوماتیک تماشاچیان حاضر در سینما را به رگبار گلوله می‌بندد.
عصر روز بعد از این حادثهٔ مرگبار، مراسم عزاداری با حضور ساکنان آورورا و دیگر مناطق در مقابل محل حمله برگزار شد.